# Miguel de Patta
Miguel de Patta (em italiano:  Michele de Patta; Scalea, 9 de fevereiro de 1888 – 13 de julho de 1946) foi um médico brasileiro nascido na Itália.
Casou com sua prima Hercília D'Acunti de Patta em 8 de outubro de 1911. Dentre outros tiveram o filho Dante Heroico Fortunato de Patta.
Em 1910 começou a estudar medicina na Universidade de Camerino e depois na Universidade de Bolonha, seguindo no quinto ano para a Universidade de Nápoles. Diplomou-se em medicina e cirurgia em 1 de abril de 1916.
Após ter servido na Primeira Guerra Mundial como tenente, seguiu para o Brasil em 1920. Estabeleceu-se inicialmente em Porto Alegre, seguindo depois para Rio Pardo e Restinga Sêca, onde construiu um hospital. Seguiu depois para Joaçaba e Herval d'Oeste, onde também construiu um hospital. Em 1938 seguiu para Criciúma. Como seu desejo era adquirir um equipamento de raios X, e sendo Orleans a única cidade do sul de Santa Catarina a dispor de energia elétrica, seguiu para Orleans em 1938.
Em 1946 foi a Joaçaba, a fim de resolver alguns negócios, onde tinha algumas propriedades. Durante o almoço no hotel onde estava hospedado sofreu um derrame cerebral, morrendo alguns dias depois, em estado de coma, no dia 13 de julho de 1946, aos 58 anos de idade. Foi sepultado no cemitério de Joaçaba em 14 de julho de 1946.